# Liste der Kulturdenkmäler in Offenbach-Bieber
Die folgende Liste enthält die in der Denkmaltopographie ausgewiesenen Kulturdenkmäler auf dem Gebiet des Stadtteils Bieber der kreisfreien Stadt Offenbach am Main, Hessen.
Hinweis: Die Reihenfolge der Denkmäler in dieser Liste orientiert sich an der Anschrift, alternativ ist sie auch nach der Bezeichnung, der vom Landesamt für Denkmalpflege vergebenen Nummer oder der Bauzeit sortierbar.
Kulturdenkmäler werden fortlaufend im Denkmalverzeichnis des Landes Hessen durch das Landesamt für Denkmalpflege Hessen auf Basis des Hessischen Denkmalschutzgesetzes (HDSchG) geführt. Die Schutzwürdigkeit eines Kulturdenkmals hängt nicht von der Eintragung in das Denkmalverzeichnis des Landes Hessen oder der Veröffentlichung in der Denkmaltopographie ab.

| Bild                                | Bezeichnung                                        | Lage                                                            | Beschreibung | Bauzeit                   | Objekt-Nr. |
| ----------------------------------- | -------------------------------------------------- | --------------------------------------------------------------- | --- | ------------------------- | ---------- |
| Ortsbefestigung                     | Ortsbefestigung                                    | Bieber, Alt Bieber / Rathausgasse LageFlur: 1, Flurstück: 373/2 | Reste der ehemaligen bogenförmigen Dorfbefestigung aus Kalkstein von den Brüchen am Bieberer Berg. | 1550 bis 1600             | 78439 DDB  |
| Wohnhaus                            | Wohnhaus                                           | Bieber, Alt Bieber 4 LageFlur: 1, Flurstück: 219/1              | Zweigeschossiges, giebelständiges Fachwerkhaus mit Krüppelwalmdach. Fachwerk in Stockwerksbauweise aus dem späten 18. Jahrhundert. Sehr guter Erhaltungszustand mit ursprünglicher Fensteraufteilung und Klappläden. | spätes 18. Jahrhundert    | 78419 DDB  |
| Wohnhaus mit Nebengebäude           | Wohnhaus mit Nebengebäude                          | Bieber, Alt Bieber 10 LageFlur: 1, Flurstück: 325/1             | Ehemaliger Zweiseithof mit zweigeschossigem, giebelständigem Wohnhaus unter Krüppelwalmdach und kleinem eingeschossigem Nebengebäude. Die rückwärtigen Gebäude modern erneuert. Schönes Rähmfachwerk mit Mannfiguren der Zeit um 1750. Es galt im 18. Jahrhundert als Armenhaus Biebers.                                           | um 1750                   | 78420 DDB  |
| Wohnhaus                            | Wohnhaus                                           | Bieber, Alt Bieber 16/18 LageFlur: 1, Flurstück: 330/4          | Das giebelständige, zweigeschossige Fachwerkhaus mit Satteldach bereits ursprünglich als Doppelhaus erbaut. Auch die als Wohnhaus umgebaute Scheune steht unter Denkmalschutz. | Ende 18. Jahrhundert      | 78421 DDB  |
| Wohnhaus                            | Wohnhaus                                           | Bieber, Alt Bieber 35 LageFlur: 1, Flurstück: 338/2             | Traufständiges, zweigeschossiges Fachwerkwohnhaus mit Krüppelwalmdach in einfachen Fachwerkformen. | um 1800                   | 78422 DDB  |
| Gesamtanlage Alter Ortskern Bieber  | Gesamtanlage Alter Ortskern Bieber                 | Bieber, Alter Ortskern – Bieber Lage                            | Die Gesamtanlage umfasst den mittelalterlichen Besiedlungskern des Ortes. Er ist begrenzt durch den halbrunden Verlauf der ehemaligen Hinter- und Grabengasse (heute Alt Bieber und Rathausgasse) und die Oberhofstraße. | Ende 18. Jahrhundert      | 78417 DDB  |
| weitere Bilder                      | Aussichtsturm                                      | Bieber, Am Aussichtsturm o. Nr. LageFlur: 9, Flurstück: 7/23    | Vom Verschönerungsverein auf dem Bieberer Berg errichteter Aussichtsturm mit 24 Metern Höhe. Der sechsgeschossige massive Turm auf quadratischem Grundriss, farbig gegliedert durch hellen Sandstein und dunkelroten Backstein, besitzt heute Wahrzeichencharakter.                                                                | 1882                      | 78423 DDB  |
| Ehem. katholische Kleinkinderschule | Ehem. katholische Kleinkinderschule                | Bieber, Am Rebstock 11 LageFlur: 2, Flurstück: 358/3            | Das zweigeschossige Backsteinhaus, ornamental gestaltet durch rote und orange Klinker, wurde als Schwesternstation der katholischen „Schwestern von der göttlichen Vorsehung“ erbaut. Angeboten wurde ambulante Krankenpflege, Kinderbetreuung und eine Mädchenschule. Heute Nutzung als evangelischer Kindergarten.               | 1893                      | 78424 DDB  |
| weitere Bilder                      | Wohnhaus                                           | Bieber, Aschaffenburger Straße 6 LageFlur: 1, Flurstück: 200/1  | Zweigeschossiges Fachwerkhaus mit verputztem Erdgeschoss, verschindeltem Obergeschoss und Krüppelwalmdach. | um 1800                   | 78425 DDB  |
| Evangelisches Pfarrhaus             | Evangelisches Pfarrhaus                            | Bieber, Aschaffenburger Straße 52 LageFlur: 2, Flurstück: 877/1 | Kubisches, verputztes Gebäude mit Walmdach und Erker in nordwestlicher Ecke. | 1913                      | 78426 DDB  |
| Evangelische Lutherkirche           | Evangelische Lutherkirche                          | Bieber, Aschaffenburger Straße 54 LageFlur: 2, Flurstück: 877/1 | Schlichtes einschiffiges verputztes Kirchengebäude, bestehend aus sattelbedachtem Kirchenschiff und eingefügtem Kirchturm auf querrechteckigem Grundriss. Insbesondere die Gestaltung des Innenraums der Kirche stellt ein wichtiges Zeugnis der Kunst und Architektur des Nationalsozialismus dar.                                | 1934                      | 78427 DDB  |
| Gesamtanlage Bergstraße             | Gesamtanlage Bergstraße                            | Bieber, Bergstraße Lage                                         | Gesamtanlage aus drei Doppel- und zwei Einfamilienhäusern. Die zweistöckigen verputzten Doppelhäuser mit mittigem Zwerchhaus (Bergstraße 26 bis 34) und die zweigeschossigen Einfamilienhäuser mit aufwändig gestalteter Klinkerfassade (Bergstraße 25 bis 27) sind für Bieber typische Siedlungsbauten der Zeit um 1905 bis 1913. | um 1905 bis 1913          | 78418 DDB  |
| Sandsteinobelisk · Friedhofskreuz   | Friedhof mit Gefallenendenkmale                    | Bieber, Dietesheimer Straße 41 LageFlur: 5, Flurstück: 39/5     | Sandsteinobelisk „Zur Erinnerung an die Feldzüge 1866/70/71“ mit Relief auf Postament mit Inschrifttafel, Denkmal für die Gefallenen des Ersten Weltkrieges in Form eines Gedenksteins aus Granit mit Inschriftentafeln. | 1923 (Weltkriegsdenkmal)  | 78428 DDB  |
| weitere Bilder                      | Käsmühle                                           | Bieber, Dietesheimer Straße 409 LageFlur: 9, Flurstück: 55      | Zweigeschossiges, ehemaliges Mühlengebäude mit massiver Bruchsteinscheune. | 1743                      | 78429 DDB  |
| Schule                              | Schule                                             | Bieber, Mauerfeldstraße 4 und 8 LageFlur: 2, Flurstück: 345/3   | Zwei parallel stehende, dreigeschossige, verputzte Schulgebäude mit Sandsteinfenstergewänden. | 1899                      | 78430 DDB  |
| Wohnhaus                            | Wohnhaus                                           | Bieber, Oberhofstraße 4 LageFlur: 1, Flurstück: 185/2           | Giebelständiges, zweigeschossiges Fachwerkhaus mit massiv erneuertem Erdgeschoss und Krüppelwalmdach. | Ende 18. Jahrhundert      | 78431 DDB  |
| Wohnhaus                            | Wohnhaus                                           | Bieber, Oberhofstraße 8 LageFlur: 1, Flurstück: 183             | Giebelständiges, zweigeschossiges Wohnhaus mit schönem Schmuckfachwerk und massiv erneuertem Erdgeschoss. | Anfang 17. Jahrhundert    | 78432 DDB  |
| weitere Bilder                      | Wohnhaus                                           | Bieber, Oberhofstraße 12 LageFlur: 1, Flurstück: 178/1          | Traufständiges, zweigeschossiges Fachwerkhaus mit holzverschindelter Fassade. | um 1800                   | 78433 DDB  |
| Wohnhaus                            | Wohnhaus                                           | Bieber, Oberhofstraße 25 LageFlur: 1, Flurstück: 238/3          | Giebelständiges, zweigeschossiges Fachwerkhaus mit massiv erneuertem Erdgeschoss und schieferverkleidetem Obergeschoss. | Ende 18. Jahrhundert      | 78434 DDB  |
| Wohnhaus                            | Wohnhaus                                           | Bieber, Oberhofstraße 30 LageFlur: 1, Flurstück: 157/2          | Zweigeschossiges Wohnhaus mit konstruktivem Fachwerkgefüge und Krüppelwalmdach. | 2. Hälfte 18. Jahrhundert | 78435 DDB  |
| Wegekreuz                           | Wegekreuz                                          | Bieber, Oberhofstraße 33 LageFlur: 1, Flurstück: 1006/5         | Sandsteinkreuz auf zweistufigem Unterbau und hohem Sockel mit Inschrift. Bronzekorpus nachträglich erneuert. | Anfang 19. Jahrhundert    | 78437 DDB  |
| weitere Bilder                      | Wohnhaus                                           | Bieber, Oberhofstraße 33 LageFlur: 1, Flurstück: 244/2          | Zweigeschossiges Fachwerkhaus mit massivem Erdgeschoss, verschiefertem Obergeschoss und Satteldach. | um 1800                   | 78436 DDB  |
| Villa der Bieberer Brotfabrik       | Villa der Bieberer Brotfabrik                      | Bieber, Oberhofstraße 40 LageFlur: 1, Flurstück: 135/3          | Dreigeschossiges, verputztes Gebäude mit Sandsteingliederung in historistischen Formen und Mansarddach. | 1905                      | 78438 DDB  |
| weitere Bilder                      | Bahnhof                                            | Bieber, Poststraße 11 LageFlur: 3, Flurstück: 764/15            | Traufständiger Typenbau aus gelbem Backstein, gegliedert durch rote Zierklinker, auf T-förmigem Grundriss. | 1896                      | 78444 DDB  |
| Wohnhaus                            | Wohnhaus                                           | Bieber, Rathausgasse 2 LageFlur: 1, Flurstück: 373/2            | Giebelständiges, zweigeschossiges Fachwerkhaus mit verputztem Erdgeschoss, verschindeltem Obergeschoss und Krüppelwalm an der Südseite. | Anfang 18. Jahrhundert    | 78440 DDB  |
| Wohnhaus                            | Wohnhaus                                           | Bieber, Rathausgasse 4 LageFlur: 1, Flurstück: 372/4            | Giebelständiges, zweigeschossiges, verputztes Fachwerkhaus mit Satteldach. | um 1750                   | 78441 DDB  |
| weitere Bilder                      | Katholische Pfarrkirche St. Nikolaus und Pfarrhaus | Bieber, Rathausgasse 39 LageFlur: 1, Flurstück: 294/1           | Schlichtes, verputztes, basilikales Kirchengebäude, bestehend aus sattelbedachtem Kirchenschiff und westlich angefügtem Turm auf quadratischem Grundriss. | 1936                      | 78442 DDB  |
| Wohn- und Geschäftshaus             | Wohn- und Geschäftshaus                            | Bieber, Seligenstädter Straße 29 LageFlur: 7, Flurstück: 10/1   | Zweigeschossiges, verputztes Eckhaus mit plattenverkleidetem Sockel und Gliederungselementen aus Sandstein. Eingang in abgeschrägter Ecke mit flachem Erker und geschweiftem Giebel, an jeder Straßenfassade ein Zwerchhaus unter Krüppelwalmdach mit Fachwerkelementen.                                                           | um 1900                   | 78443 DDB  |